# Scottish Professional Football League
La Scottish Premier Football League è l'associazione nata nel 2013 per raggruppare tutto il calcio professionistico scozzese, fondendo la Scottish Premier League e la Scottish Football League. È un membro di European Leagues.

## Competizioni
Alla fine dei primi anni duemila, il dibattito sportivo in Scozia prese atto degli scadenti risultati della Nazionale e dei club nelle competizioni internazionali, e dell'abissale sproporzione rispetto alle rendite economiche del vicino calcio inglese. Su un'idea dell'ex calciatore ed ex Primo ministro della Scozia, Henry McLeish, il 27 giugno 2013 nacque la SPFL che eredita tutte le competizioni delle sue antenate, cui diede nuovi nomi con finalità di rilancio commerciale, pur senza cambiarne minimamente la sostanza:
- la Scottish Premiership, il massimo campionato nazionale a 12 squadre già chiamato Scottish Premier League;
- la Scottish Championship, nuovo nome della serie cadetta della Scottish First Division a 10 squadre;
- la Scottish League One, la ex Scottish Second Division a 10 squadre;
- la Scottish League Two, la ex Scottish Third Division a 10 squadre;
- la Scottish League Cup, la coppa di lega scozzese cui partecipavano tutti i 42 club professionistici;
- la Scottish Challenge Cup, la coppa che era specificatamente dedicata ai club della Scottish Football League e in cui vengono invitate varie squadre semiprofessioniste, giovanili e delle altre nazioni celtiche.

## Organico della lega
La lega è composta dai 42 club professionistici scozzesi, dodici per la massima serie e dieci per le altre.